# Орден Ким Ир Сена
Орден Ким Ир Сена (кор. 김일성훈장) — высшая государственная награда КНДР.

## История
Учреждён к шестидесятилетию Ким Ир Сена (то есть ещё при его жизни), в 1972 году, по предложению Ким Чен Ира одновременно с «Кимирсеновской премией».
Сам Ким Чен Ир был награждён этим орденом трижды: в 1978, 1982 и 1992 годах.
Орденом награждаются также учреждения и организации, в частности, образовательные учреждения: Университет имени Ким Ир Сена, средняя школа № 1 Моранбонского района г. Пхеньяна, а также промышленные предприятия - например, Пхеньянский электровозостроительный завод и Пхеньянский завод текстильных машин.
- Орден Ким Ир Сена (1 тип, 1972 — 1990-е годы)
- Орден Ким Ир Сена (2 тип, 1990-е — 20 июня 2012 года)